# Lunch
Lunch (ang. skrót od luncheon, wym. /’lʌnʧən/), lancz – szybki, lekki posiłek spożywany w trakcie krótkiej przerwy między śniadaniem a obiadem, spożywany najczęściej w godzinach 12–13. Termin stosowany przede wszystkim w państwach anglojęzycznych. Jest to posiłek jednodaniowy serwowany bez zupy, a także bez przystawki. Składa się wyłącznie z dania głównego. Na lunch w Wielkiej Brytanii podaje się zupy, kanapki, sałatki, tortille z nadzieniem (zwane po angielsku wrap) lub mięso z sałatką warzywną (bowl).

## Historia

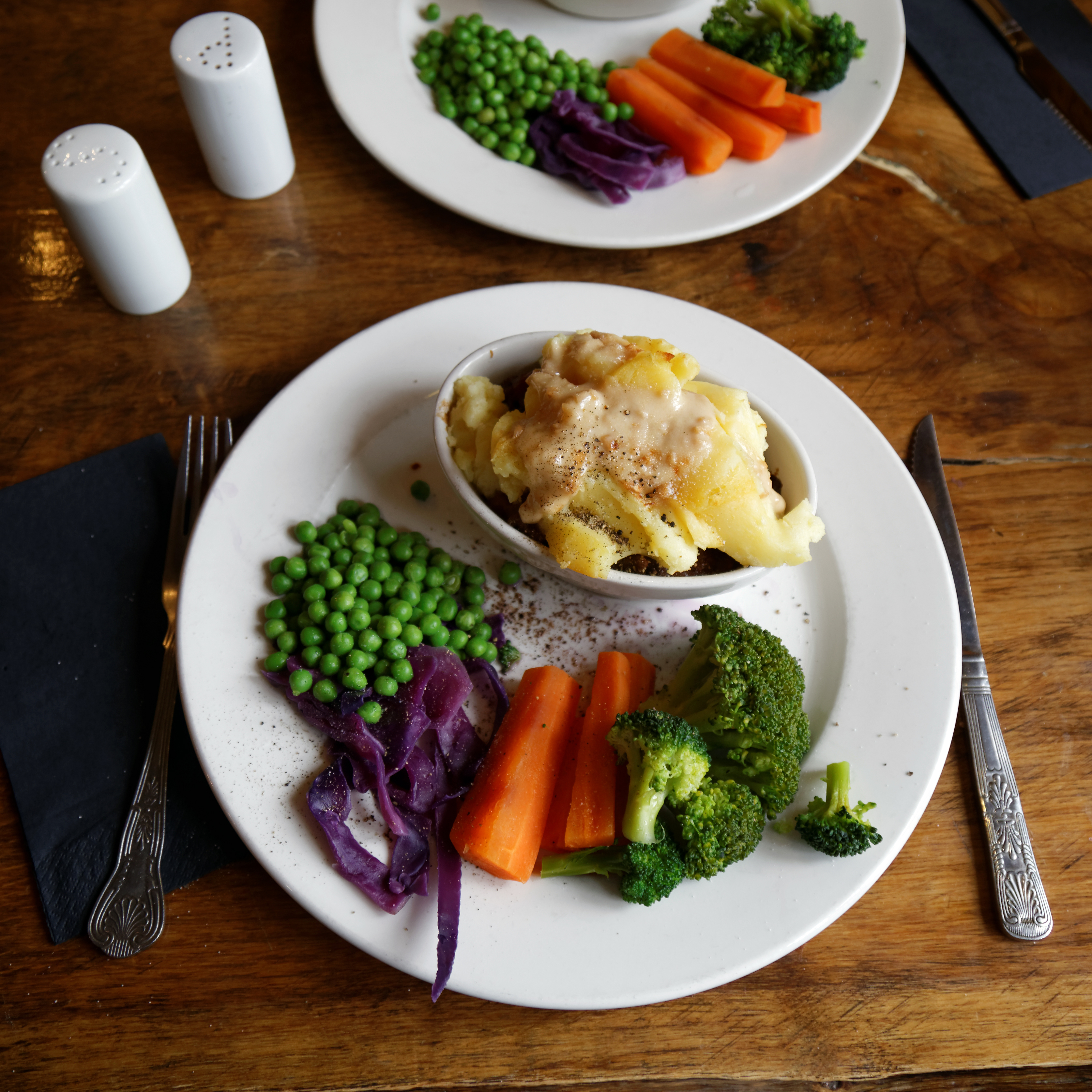
Cottage pie podane na lunch w angielskiej restauracji

Choć zwyczaj jedzenia posiłku we wczesnych godzinach popołudniowych istniał już w czasach rzymskich, kiedy to jadano prandium, lunch pojawił się później, przed rewolucją przemysłową, kiedy inaczej wyglądała struktura dnia, ludzie wcześniej się budzili i szybciej kładli się spać. We Francji w XVII w. istniał popularny posiłek souper i to on ugruntował angielski lunch, który stał się modny dzięki angielskiej arystokracji i był to lekki posiłek jedzony wieczorem. Wtedy też popularność zyskały sandwicze. Zmiana przyszła wraz z industrializacją. Robotnicy zaczynali pracę o szóstej rano, w południe mieli przerwę na krótki posiłek zwany noonshine albo beever, składający się zwykle z chleba i sera. Przed fabrykami sprzedawano ciasta, rozwijała się masowa produkcja żywności, gdyż większość klasy robotniczej nie miała możliwości wyprodukowania własnego jedzenia, wielu nie miało nawet kuchni. Pod koniec XIX w. powstały masowe jadłodajnie, a przerwa na lunch wydłużyła się do godziny. W roku 1900 robotnicy jedli lunch w stołówkach, podczas gdy klasa średnia wolała spożywać lunch w tanich restauracjach. Ograniczenia przyszły wraz z racjonowaniem żywności podczas II wojny światowej. W latach 50. XX w. opracowano nową tanią technologię masowego wypieku chleba, chorleywood process, co jeszcze bardziej przyczyniło się do popularności kanapek na lunch.
Około roku 1850 w Ameryce lunch stał się regularnym posiłkiem między śniadaniem a obiadem, zaś pod koniec XIX wieku ukształtowały się godziny spożywania lunchu między 12 a drugą po południu. Lunch był od początku posiłkiem typowo miejskim i efektem rewolucji przemysłowej; zdaniem badaczki Laury Shapiro powstał, gdyż robotnicy nie byli w stanie wrócić do domu na przedpołudniowy posiłek.

## Business lunch
Lunch jest również formą spotkań biznesowych, podczas których rozmawia się o interesach i dokonuje transakcji. Na tego typu spotkaniach podaje się alkohol (tzw. liquid lunch), choć coraz częściej są to posiłki o wiele skromniejsze niż dawniej.

## Etymologia
Słowo luncheon istniało pod koniec XVI wieku i oznaczało duży fragment, kęs. Na początku XVIII pojawiało się w znaczeniu lekkiego posiłku i najpewniej wzięło się z północy Anglii, gdzie słowem lunch określano duży kawałek chleba lub sera. Samo słowo może pochodzić ze staroangielskiego słowa nuncheon oznaczającego lekki posiłek, co z kolei pochodzi od noneschenche, będącego złożeniem słów noon i schench oznaczającego picie.